# The Prettiest Star
The Prettiest Star è un brano musicale scritto dall'artista inglese David Bowie e pubblicato come 45 giri il 6 marzo 1970.
Vera e propria dichiarazione d'amore scritta per Mary Angela Barnett, che sarebbe diventata sua moglie due settimane dopo l'uscita del singolo, The Prettiest Star verrà nuovamente registrata due anni più tardi per l'album Aladdin Sane.
Il brano è presente nella colonna sonora del film Kinky Boots del 2005.

## Tracce
1. The Prettiest Star (Bowie) - 3:09
2. Conversation Piece (Bowie) - 3:05

## Formazione
- David Bowie - voce, chitarra
- Marc Bolan - chitarra
- Tony Visconti - basso
- Godfrey McLean - batteria

Versione di Aladdin Sane
- David Bowie - voce, chitarra acustica
- Mick Ronson - chitarra elettrica, cori
- Trevor Bolder - basso
- Mick Woodmansey - batteria
- Mike Garson - pianoforte
- G.A. MacCormack - cori

## Il brano
(Angela Bowie, 2013)
Dopo il successo ottenuto con Space Oddity, che nel settembre 1969 aveva raggiunto il 5º posto nella Official Singles Chart, David Bowie non aveva idea di come proseguire. Diversi brani vennero presi in considerazione come possibili 45 giri, da Janine a London Bye Ta-Ta, già scartata nel 1968 e ora riproposta dal manager Kenneth Pitt, ma alla fine la scelta ricadde su un brano che David aveva appena scritto per Mary Angela Barnett, con la quale aveva appena iniziato una relazione e che avrebbe sposato nel giro di pochi mesi.

### Il lato B
Conversation Piece, che faceva parte di un demo acustico registrato per la Mercury Records nella primavera del 1969 con il chitarrista John Hutchinson, è un malinconico brano che affronta temi piuttosto familiari al Bowie di fine anni sessanta, quali l'alienazione e l'esclusione sociale. È l'autoritratto di un giovane scrittore incompreso che lotta per raggiungere qualcosa d'importante dalla sua camera in affitto, cosa che combaciava con il suo stato d'animo in quel periodo. Oltre a una serie di singoli e due album passati sostanzialmente inosservati, David aveva recentemente affrontato la morte del padre Haywood, la fine della relazione con la compagna e musa ispiratrice Hermione Farthingale e il fallimento del laboratorio artistico che aveva fondato a Beckenham.
Dopo la rottura con Hermione, si era inoltre trasferito con Kenneth Pitt in un appartamento in Manchester Street e al piano di sotto viveva una donna tedesca con la quale aveva stretto amicizia, ciò che richiama un altro verso del brano:
Pitt amava questa canzone e la considerava una delle sue composizioni più sottovalutate, considerando il verso «My essays lying scattered on the floor fulfill their needs just by being there» («Le mie opere sparpagliate sul pavimento soddisfano i loro bisogni standosene lì dove sono») come una perfetta evocazione dell'atmosfera della sua stanza.

## Registrazione
Registrata ai Trident Studios di Londra l'8 gennaio 1970 e completata la settimana successiva, la versione del 45 giri è degna di nota soprattutto per la presenza alla chitarra solista di Marc Bolan, leader dei T. Rex che Bowie conosceva fin dal 1964. «Era l'unico periodo in cui avrebbero potuto lavorare insieme», disse in seguito Tony Visconti che partecipò come bassista e che in questo periodo lavorava come produttore per entrambi, «l'unico momento in cui i loro ego lo permettevano ancora».
Il lato B Conversation Piece era già stato registrato qualche mese prima sempre ai Trident, durante le sessioni dell'album Space Oddity nel quale inizialmente doveva essere incluso, con Tim Renwick alla chitarra, John "Honk" Lodge al basso e John Cambridge alla batteria.
Tra il 3 e il 10 dicembre 1972, negli RCA Studios di New York fu registrata una nuova versione di The Prettiest Star che sarebbe stata inserita nell'album Aladdin Sane, caratterizzata da un accompagnamento vocale in stile "doo-wop" e da una sezione fiati da Hollywood anni cinquanta, oltre che da un sostanzioso assolo di chitarra di Mick Ronson.
Questa versione sarebbe stata fonte d'ispirazione per il chitarrista britannico Marco Pirroni, noto per le collaborazioni con Adam Ant e Sinead O'Connor, che nel 1999 ha dichiarato: «Mick Ronson ha avuto una enorme influenza sugli Ants», definendo quello di The Prettiest Star «il miglior suono di chitarra mai ascoltato... Ronson ha trovato quel suono così carico di overdrive, assolutamente pazzesco».

## Uscita e accoglienza
Il 45 giri venne pubblicato il 6 marzo 1970 in Europa, Giappone e Sud Africa. Dal momento che usciva dopo il primo successo da classifica di Bowie Space Oddity, The Prettiest Star ricevette considerevoli attenzioni da parte delle riviste musicali ottenendo recensioni positive su New Musical Express («una canzoncina assolutamente affascinante»), Music Business Weekly («un brano immediatamente orecchiabile, un'autorevole conferma»), Record Mirror («un'interessante produzione melodica») e Disc and Music Echo («un pezzo adorabile, garbato e delicato»).
La buona accoglienza della stampa non trovò però riscontro nelle vendite che non superarono le 800 copie.

## The Prettiest Stardal vivo
Il 5 febbraio 1970 il brano fu eseguito nella sessione BBC registrata per il programma radiofonico The Sunday Show, che venne trasmesso tre giorni dopo. In seguito sarebbe stato proposto dal vivo solo in alcune date dell'Aladdin Sane Tour 1973 prima di sparire definitivamente dal repertorio live di Bowie.

## Pubblicazioni successive
Nel giugno 1973 la versione di The Prettiest Star contenuta in Aladdin Sane venne pubblicata come lato B di Time, 45 giri uscito in edizione limitata negli Stati Uniti, in Francia, Canada e Sud Africa.
Entrambe le tracce del singolo si trovano nel bonus disc della "40 Anniversary Edition" di Space Oddity uscita nel 2009 (Conversation Piece era presente come traccia bonus già nella riedizione dell'album del 1990).
The Prettiest Star si trova anche nelle seguenti raccolte, sempre nella versione 45 giri:
- Best Deluxe (1973, uscita in Giappone)
- Sound + Vision (1989)
- The Best of David Bowie 1969/1974 (1997)
- The Platinum Collection (2005)
- Five Years (1969-1973) (2015, nel CD Re:Call 1)

Una nuova versione di Conversation Piece venne registrata nel 2000 in previsione dell'inserimento nell'album Toy, ad oggi mai pubblicato. La nuova versione ha comunque visto la luce nel 2002 nel bonus disc di una "limited edition" di Heathen mentre la versione originale è presente nel CD Re:Call 1, uscito con il box set Five Years (1969-1973) nel 2015.

## Cover
Tra gli artisti che hanno inciso una cover di The Prettiest Star:
- Simon Fisher Turner in Simon Turner (1973)
- il cantante finlandese Hector in H.E.C (1977)
- Ian McCulloch nell'album tributo Starman - Rare and Exclusive Versions of 18 Classic David Bowie Songs (2003)
- gli Uke-Hunt come singolo e nell'album eponimo (2014)

Una cover di Conversation Piece eseguita da The Gumo, band indie pop fondata da Alberto Serafini e Stefano Cerisoli, è inclusa nell'album tributo Repetition*Bowie - Midfinger's Tribute to David Bowie del 2007.